# Federazione Italiana Arcieri Tiro di Campagna
La Federazione Italiana Arcieri Tiro di Campagna (FIARC) è la federazione nazionale italiana che si occupa del tiro con l'arco di campagna. Fu fondata nel 1983, ma prese la denominazione attuale nel 1990. È una federazione di "compagnie arcieristiche", società sportive che fanno riferimento a Comitati Regionali. Aderisce all'International Field Archery Association (IFAA), l'associazione internazionale per il tiro di campagna con l'arco.
Lo scopo di questa Federazione è promuovere e sviluppare il tiro con l'arco, in particolare la simulazione del tiro venatorio come attività sportiva. Si utilizzano infatti come bersagli solo sagome di animali tridimensionali (in materiale sintetico espanso) o stampate su carta.
Normalmente si sfrutta la morfologia del terreno per creare difficoltà di tiro (condizioni di luce variabile nella boscaglia, tiri in salita e in discesa, distanze sconosciute) in modo che non ci sia mai un tiro uguale ad un altro, rendendo la pratica sportiva più stimolante e creativa. Allo stesso scopo, si effettuano obbligatoriamente tiri a tempo limitato, tiri in ginocchio, tiri su bersagli in movimento, tiri da postazioni artificiali sopraelevate.
Il tiro istintivo è inteso come una "filosofia di tiro", secondo la quale l'arciere - oltre a dover raggiungere una grande concentrazione durante l'esecuzione del tiro - riesce a proiettare all'esterno le proprie emozioni in modo che queste guidino la freccia verso il bersaglio.
Attraverso questa pratica si ricerca il contatto con la natura e con le antiche tradizioni.
Dal 2020 FIARC è proprietaria di una testata giornalistica (FIARC - La rivista del tiro di campagna con l'arco) che gestisce in collaborazione con NetWeek. La rivista pubblica ogni anno 4 numeri che distribuisce gratuitamente a tutti i suoi iscritti. Possiede anche un sito istituzionale e gestisce una pagina Facebook e un canale Instagram.

## I Presidenti della FIARC
- 1983 - 1988 Ambrogetti Cesare
- 1988 - 2006 Fedeli Marco
- 2006 - 2009 Pescini Battista
- 2009 - 2014 Mandò Mauro
- 2014 - 2015 ad Interim ...
- 2015 Alessandro Salvanti
- 2015 - 2017 Enrico Rossi
- 2017 - 2018 Luciano Fesani
- 2018 - oggi Massimo Pancani